# Twisted Metal: Small Brawl
Twisted Metal: Small Brawl — видеоигра, разработанная компанией Incog Inc. Entertainment в 2001 году. Шестая часть из серии Twisted Metal и последняя из пяти, вышедших на PlayStation.

## Игровой процесс
Геймплей игры, как и раньше, представляет собой гонки на выживание — на одной арене сходятся несколько участников. У игрока есть лимит поражений и лимит убийств. Первый составляет три единицы, что означает, что после трёх поражений игра прекратится. Второй показывает, сколько врагов нужно уничтожить, чтобы победить.
Арены, на которых происходит состязание, различны: детская площадка, мини-гольф, мясокомбинат, комната смеха, кинотеатр и другие. На многих аренах имеются ловушки: выдвигающаяся из пола циркулярная пила, мясорубка, действующие препятствия для мини-гольфа… Также сами уровни могут представлять не меньшую опасность, чем ловушки: например, на арене «Домик на дереве» можно свалиться с узких мостиков между платформами.
Сам процесс игры ничем особо не отличается от остальных игр серии. Из оружия: пулемёт, ракеты всех фасонов, напалм, хлопушки, петарды и «Спец. оружие». Также имеются «Спец. приёмы», дающие дополнительные возможности: стрельба назад, заморозка, мина, прыжок и защита. По уровню разбросаны различные бонусы: зелёные батарейки (здоровье), синий пульт (использование окружающей техники), красные батарейки (нитроускоритель).

## Сюжет
Сюжет игры представляет собой переосмысление уже знакомого сюжета, но с ориентировкой на более юную аудиторию. Теперь турнир «Скрежет металла» представляет собой сражения на игрушечных радиоуправляемых машинках, а его участники — дети. Основателем турнира является отпетый хулиган — Билли Каллипсо.

## Оценки и критика
| Сводный рейтинг    | Сводный рейтинг |
| Агрегатор          | Оценка          |
| ------------------ | --------------- |
| GameRankings       | 57,12 %         |
| Metacritic         | 51/100          |
| Иноязычные издания |                 |
| Издание            | Оценка          |
| EGM                | 3,5/10          |
| Game Informer      | 3/10            |
| GamePro            | [ 5 ]           |
| GameSpot           | 6,5/10          |
| GameZone           | 5,5/10          |
| IGN                | 4,5/10          |
| OPM                | [ 9 ]           |

Twisted Metal: Small Brawl получила смешанные отзывы критиков. Тревор Риверс из GameSpot заключил, что «одних сразу оттолкнёт графика, других — более детский дизайн, но если ваша PlayStation все ещё жива, вы, возможно, захотите её посмотреть». Журнал Play Magazine прокомментировал, что «в игре, должно быть, живут злые братья и сестры Марты Стюарт». The Badger из GameZone отметил, что графика кажется «очень незаконченной», а изменениям, вошедшим в игру, «[не хватает] какой-либо реальной глубины». Official U.S. PlayStation Magazine заявил, что игра «ни в коем случае не плохая, но чувствуется, что это определённый шаг в неправильном направлении». GamePro заявил, что игровой процесс был « утомительно медленным» и что «нет реального ощущения скорости». Марк Фудзита из IGN отметил, что графика, звук, игровой процесс и дизайн уровней в игре хуже, чем в предыдущих играх Twisted Metal, раскритиковав графику как «ужасающую», а меню — как «ужасное». Крэйг Куджава из Electronic Gaming Monthly назвал «задницу водопроводчика, торчащую из-под раковины на уровне с кухней» лучшей особенностью игры, в то время как Шейн Беттенхаузен предупредил, что «ветераны серии не будут впечатлены», а Кристиан Натт назвал игру «небрежным, неаккуратным и лишённым воображения обновлением». Энди Макнамара из Game Informer отметил, что игра «не дотягивает даже до первых четырёх игр серии для PSX».